# Rachicerus maai
Rachicerus maai är en tvåvingeart som beskrevs av Akira Nagatomi 1970. Rachicerus maai ingår i släktet Rachicerus och familjen vedflugor. Inga underarter finns listade i Catalogue of Life.